# The New Look
The New Look est une série télévisée dramatique créée par Todd A. Kessler (en), diffusée à partir du 14 février 2024 sur Apple TV+.

## Synopsis
Durant la Seconde Guerre mondiale, les parcours croisés de Coco Chanel, Christian Dior et sa sœur Catherine et leur rôles respectif durant l'Occupation ou juste après la Libération,.

## Distribution

### Principaux
- Ben Mendelsohn (VF : Thierry Hancisse) : Christian Dior
- Juliette Binoche (VF : elle-même) : Coco Chanel
- Maisie Williams (VF : Alice Orsat) : Catherine Dior
- John Malkovich (VF : Edgar Givry) : Lucien Lelong
- Claes Bang (VF : Julien Meunier) : Hans von Dincklage dit « Spatz »
- Zabou Breitman (VF : elle-même) : Mme Zehnacker
- Emily Mortimer (VF : Rafaèle Moutier) : Elsa Lombardi

### Récurrents
- Nuno Lopes (VF : lui-même) : Cristóbal Balenciaga
- Thomas Poitevin (VF : lui-même) : Pierre Balmain
- Jannis Niewöhner (VF : Jim Redler) : Walter Schellenberg
- David Kammenos (VF : lui-même) : Jacques
- Hugo Becker (VF : lui-même) : Hervé des Charbonneries
- Darina Al Joundi (VF : elle-même) : Mme Delahaye
- Joseph Olivennes (VF : lui-même) : André Palasse, neveu de Coco Chanel
- Charles Berling (VF : lui-même) : Pierre Wertheimer
- Christopher Buchholz (VF : lui-même) : le baron Vaufreland
- Michael Carter (en) (VF : Philippe Catoire) : Maurice Dior
- Eliott Margueron (VF : lui-même) : Pierre Cardin
- Patrick Albenque (VF : lui-même) : Marcel Boussac
- Frédéric Anscombre (VF : lui-même) : René de Chambrun
- Quentin Faure (VF : lui-même) : George Vigouroux
- Gaëtan Wenders (VF : lui-même) : Jacob Friedman
- Glenn Close (VF : Annie Le Youdec) : Carmel Snow, rédactrice en chef de Harper's Bazaar

### Invités
- Thure Lindhardt (VF : Jérôme Pauwels) : Heinrich Himmler
- Raphaëlle Agogué (VF : elle-même) : Madeleine Dior
- Catherine Jacob (VF : elle-même) : la baronne
- Stéphanie Crayencour : Béatrice
- Pierre Aussedat (VF : lui-même) : Henri
- Axel Auriant (VF : lui-même) : Guillaume
- Jérôme Robart : Paul Wertheimer
- Rupert Young : Malcolm Muggeridge
- Joséphine de La Baume (VF : elle-même) : Arletty
- Alexandre Willaume (da) : Raoul Nordling
- Sagamore Stévenin (VF : lui-même) : Pierre Reverdy
- Olivia Ruiz (VF : elle-même) : Édith Piaf
- Xavier Lafitte (VF : lui-même) : Jean Cocteau

 Source et légende : version française (VF) sur RS Doublage et cartons du doublage français.

## Production

### Tournage
Le tournage a commencé en mai 2022 à Paris,. En juillet 2022, une équipe de tournage est à Saint-Yrieix-la-Perche, en Haute-Vienne.

### Sortie
Les trois premiers épisodes seront diffusées à partir du 14 février 2024 sur Apple TV+, puis au rythme d'un épisode chaque mercredi, jusqu'au 3 avril 2024.